# Аркасівський сквер
Арка́сівський сквер (колишня назва — Сиваський сквер) — парк-пам'ятка садово-паркового мистецтва місцевого значення в Україні. Розташований у місті Миколаїв, у Центральному районі, між вулицями Нікольською, Пушкінською і Адміральською. 
Площа 1 га. Статус присвоєно згідно з рішенням Миколаївської обласної ради від 23.10.1984 року № 448. Перебуває у віданні: Департамент житлово-комунального господарства (м. Миколаїв). 